# Edyta Olszówka
Edyta Olszówka (sinh ngày 15 tháng 12 năm 1971 tại Lublin) là một diễn viên người Ba Lan.

## Sự nghiệp
Edyta Olszówka tốt nghiệp Trường Điện ảnh Quốc gia ở Łódź vào năm 1994. Cô diễn xuất trên sân khấu tại Nhà hát Powszechny ở Warsaw (1996-2014) và Nhà hát Quốc gia ở Warsaw (từ năm 2014). Ngoài sự nghiệp diễn xuất trên sân khấu, cô còn đảm nhận nhiều vai diễn thành công trong các phim điện ảnh và phim truyền hình Ba Lan như: Pół serio (2000), Lejdis (2008), Cisza (2010), Przepis na życie (2011) và Plan B (2018). Trong đó, bộ phim hài Pół serio (2000) giúp Edyta Olszówka mang về Giải thưởng Sư tử vàng ở hạng mục Vai diễn hài xuất sắc nhất (giải ngoài luật định của Ban giám khảo) tại Liên hoan phim Ba Lan ở Gdynia.

## Thành tích nghệ thuật
Dưới đây liệt kê các phim điện ảnh và phim truyền hình có sự góp mặt của Edyta Olszówka:
- 1980–2000: Dom
- 1992: Psy
- 1993: Motyw cienia (The Hollow Man)
- 1994–1995: Fitness Club
- 1995: Anioł śmierci (Blood of the Innocent)
- 1995: Prowokator
- 1995: Spis cudzołożnic
- 1995: Gnoje
- 1995: Ekstradycja
- 1997: Wojenna narzeczona (Bride of War)
- 1997: Przystań
- 1997–1998: Rodziców nie ma w domu
- 1998: Złoto dezerterów
- 1998: Elvis i Marilyni (Elvjs e Merilijn)
- 1999: Ja, Malinowski
- 1999: Palce lizać
- 1999: Randka z diabłem
- 2000: Strefa ciszy
- 2000: Przetrwać noc
- 2000: Pół serio
- 2000: Zakochani
- 2000: Sezon na leszcza
- 2000: Noc świętego Mikołaja
- 2001: Garderoba damska
- 2001: Tam i z powrotem
- 2002–2010: Samo życie – Maria Majewska
- 2002–2003: Kasia i Tomek
- 2003: Ciało
- 2003–2004: Rodzinka
- 2004: Męskie-żeńskie
- 2004: Kosmici
- 2004: Trzeci
- 2005: Dzień dobry kochanie
- 2005: Dom niespokojnej starości
- 2006: Determinator
- 2006: Fałszerze – powrót Sfory – Barbara Wajs
- 2008: Milenium w odcinkach
- 2008: Lejdis – Łucja
- 2009: Mniejsze zło
- 2009: Niania – Krycha
- 2009: Złoty środek – Marta
- 2009: Nigdy nie mów nigdy – Edyta
- 2010–2011: Ludzie Chudego – Barbara
- 2010: Śluby panieńskie – Dobrójska
- 2010: Milczenie jest złotem – Ewa
- 2010: Prosta historia o miłości
- 2010: Cisza – Alicja
- 2011–2013: Przepis na życie – Pola
- 2013: Hotel 52 – Dorota Madejska
- 2014–nadal Ojciec Mateusz – Ewa Kobylicka
- 2014: Czas honoru – Rosa Knapik
- 2015: Prawo Agaty – Hanna Kasprzyk
- 2015: Aż po sufit! – Joanna Domirska
- 2016; Na Miłość Na Domu – Maria Saun Brzozowska
- 2017: Na dobre i na złe – Ewa
- Từ năm 2018: 1983 – Julia Stępińska
- 2018: Plan B – Agnieszka
- 2019: Jak poślubić milionera? – Kiki
- 2020: Gorzko, gorzko! – Patsy